# Hermann von Wissmann (ontdekkingsreiziger)

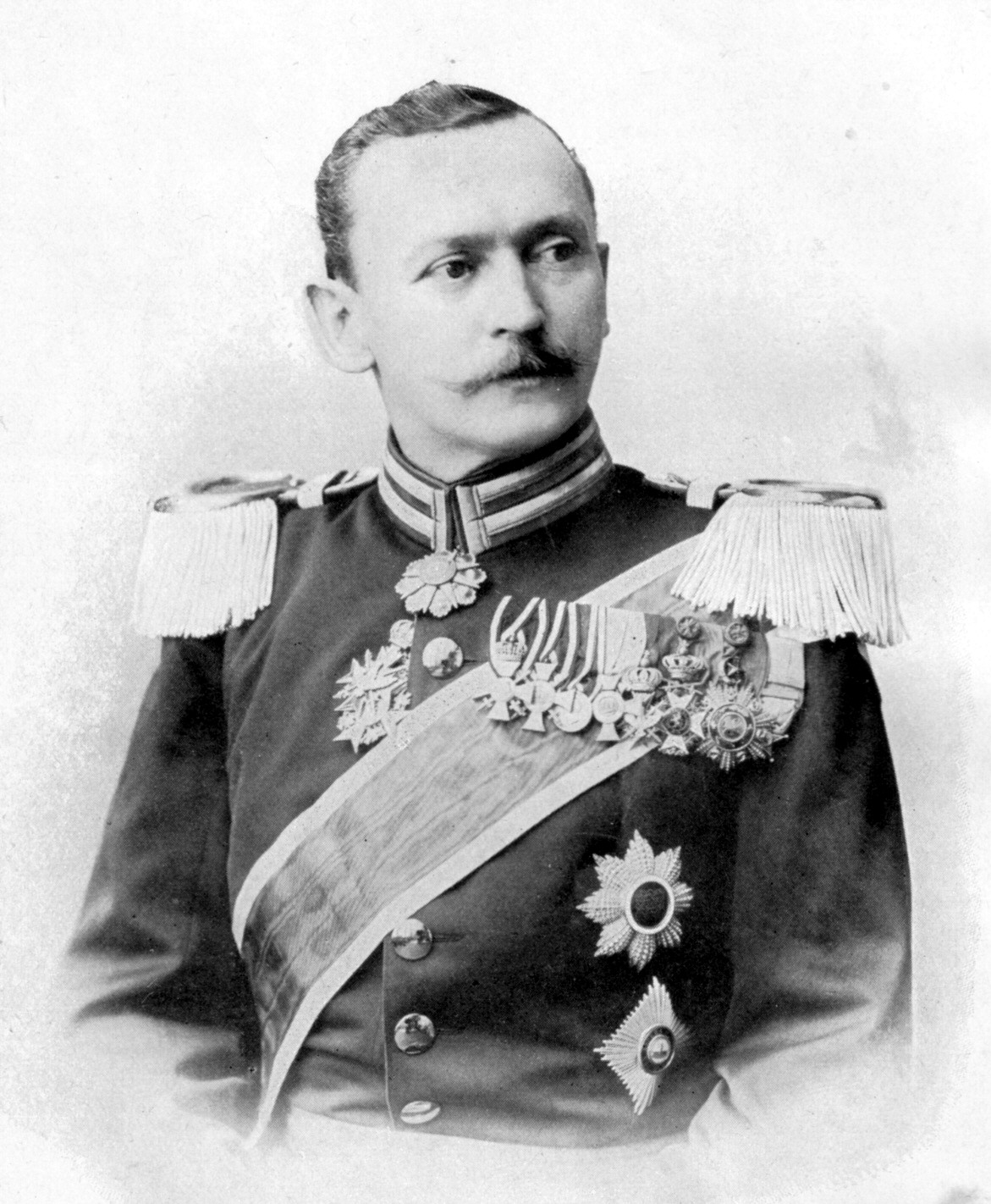
Hermann von Wissmann

Hermann von Wissmann (Frankfurt (Oder), 4 september 1853 - Weißenbach bei Liezen, 15 juni 1905) was een Duitse ontdekkingsreiziger. Hermann Wissmann werd op 3 februari 1889 door keizer Wilhelm II van Duitsland in een "Allerhöchste Kabinettsorder" in de adelstand verheven en mocht zich sindsdien v. Wissmann noemen.
Hij heeft vooral in Afrika gereisd en was van 26 april 1895 tot 3 december 1896 gouverneur in Duits-Oost-Afrika.
Voor deze tijd heeft hij als ontdekkingsreiziger in Afrika gereisd. Zo heeft Von Wissmann onder andere in opdracht van koning Leopold II van België van 1883 tot 1885 door Centraal-Afrika langs de Kongostroom gereisd tot aan de Zambezi. Zijn motto was "Inveniam viam aut faciam", wat kan worden vertaald met "Waar ik geen weg vind, baan ik er een".
In Midden-Afrika bestreed Wissmann met succes de daar nog bloeiende Arabische slavenhandel. In Zuidwest-Afrika trad hij als een brute onderdrukker op die het gebied met terreur, krijgsraden, galgen en vuurpelotons onder Duits gezag bracht. Hermann von Wissmann is daarom nog steeds omstreden en straten die naar hem werden genoemd werden later weer omgedoopt.

## Onderscheidingen
Von Wissmann werd 3 september 1894 met de IIIe Klasse met de Zwaarden en de Kroon van de Orde van de Rode Adelaar gedecoreerd. Behalve deze bijzondere onderscheiding droeg hij het grootkruis van de Orde van de Stralende Ster van de sultan van Zanzibar en was hij grootofficier in de Huisorde van de Wendische Kroon en commandeur in de Piusorde van de Heilige Stoel. Hij was ook gedecoreerd met onder meer de Kroonorde, de Orde van de Witte Valk van Saksen-Weimar, het officierskruis met de Zwaarden van de Leopoldsorde van België en dat van de Orde van Mejidie van Turkije.
Von Wissmann droeg ook de "Afrikaanse Dienstster" van de Onafhankelijke Congostaat en een Eresabel die hij met verlof van de keizer bij zijn Pruisische uniform mocht dragen.